# Serrasalmus
Genre
Répartition géographique
Serrasalmus est un genre de poissons téléostéens de la famille des Serrasalmidae et de l'ordre des Characiformes. Le genre Serrasalmus regroupe certaines espèces de piranha. Ce sont des prédateurs ayant, entre autres caractéristiques, des dents aigües. Leur corps est rhomboïde. L'espèce type est Salmo rhombeus Linnaeus, 1766 synonyme Serrasalmus rhombeus (Linnaeus, 1766). Plusieurs espèces de ce genre sont connues pour émettre des sons,.

## Liste d'espèces
Selon FishBase (30 juin 2015) :
- Serrasalmus altispinis Merckx, Jégu & Santos, 2000
- Serrasalmus altuvei Ramírez, 1965
- Serrasalmus auriventris (Burmeister, 1861)
- Serrasalmus brandtii Lütken, 1875
- Serrasalmus compressus Jégu, Leão & Santos, 1991
- Serrasalmus eigenmanni Norman, 1929
- Serrasalmus elongatus Kner, 1858
- Serrasalmus emarginatus (Jardine, 1841)
- Serrasalmus geryi Jégu & Santos, 1988
- Serrasalmus gibbus Castelnau, 1855
- Serrasalmus gouldingi Fink & Machado-Allison, 1992
- Serrasalmus hastatus Fink & Machado-Allison, 2001
- Serrasalmus hollandi Eigenmann, 1915
- Serrasalmus humeralis Valenciennes, 1850
- Serrasalmus irritans Peters, 1877
- Serrasalmus maculatus Kner, 1858
- Serrasalmus manueli (Fernández-Yépez & Ramírez, 1967)
- Serrasalmus marginatus Valenciennes, 1837
- Serrasalmus medinai Ramírez, 1965
- Serrasalmus nalseni Fernández-Yépez, 1969
- Serrasalmus neveriensis Machado-Allison, Fink, López Rojas & Rodenas, 1993
- Serrasalmus nigricans Spix & Agassiz, 1829
- Serrasalmus nigricauda (Burmeister, 1861)
- Serrasalmus odyssei Hubert & Renno, 2010
- Serrasalmus rhombeus (Linnaeus, 1766)
- Serrasalmus sanchezi Géry, 1964
- Serrasalmus scotopterus (Jardine, 1841)
- Serrasalmus serrulatus (Valenciennes, 1850)
- Serrasalmus spilopleura Kner, 1858
- Serrasalmus stagnatilis (Jardine, 1841)
- Serrasalmus undulatus (Jardine, 1841)

## Galerie

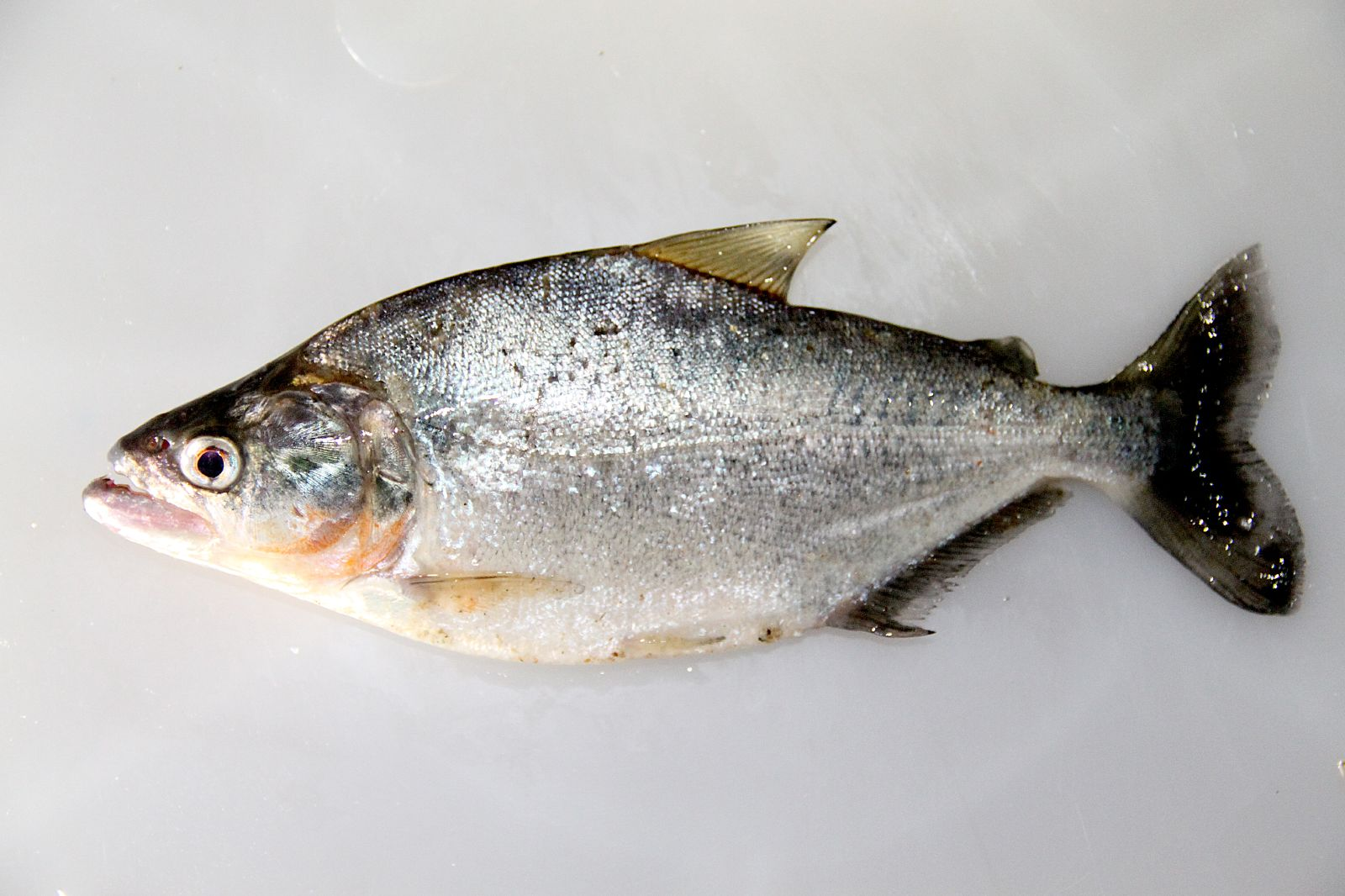
Serrasalmus elongatus
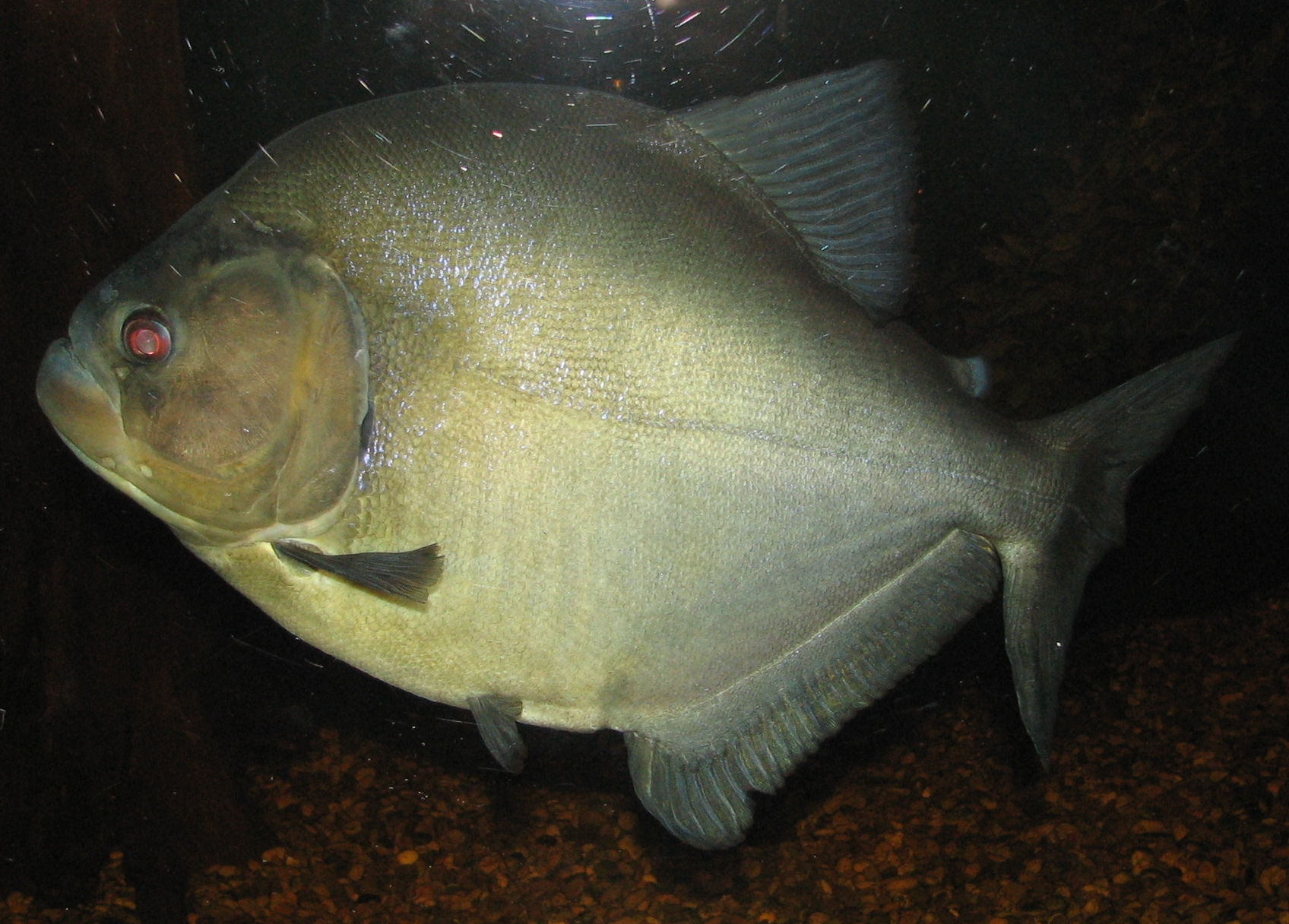
Serrasalmus rhombeus
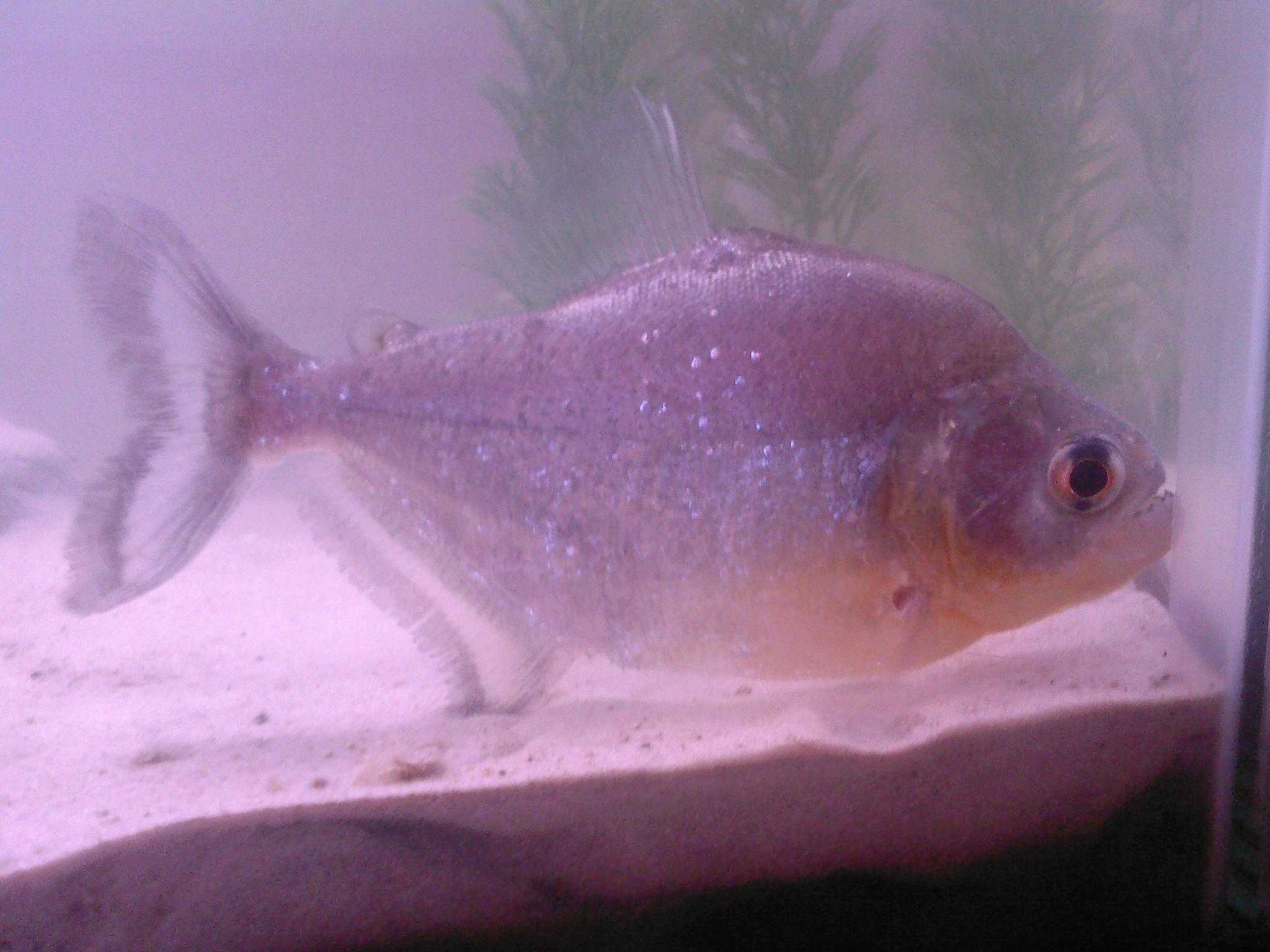
Serrasalmus sanchezi
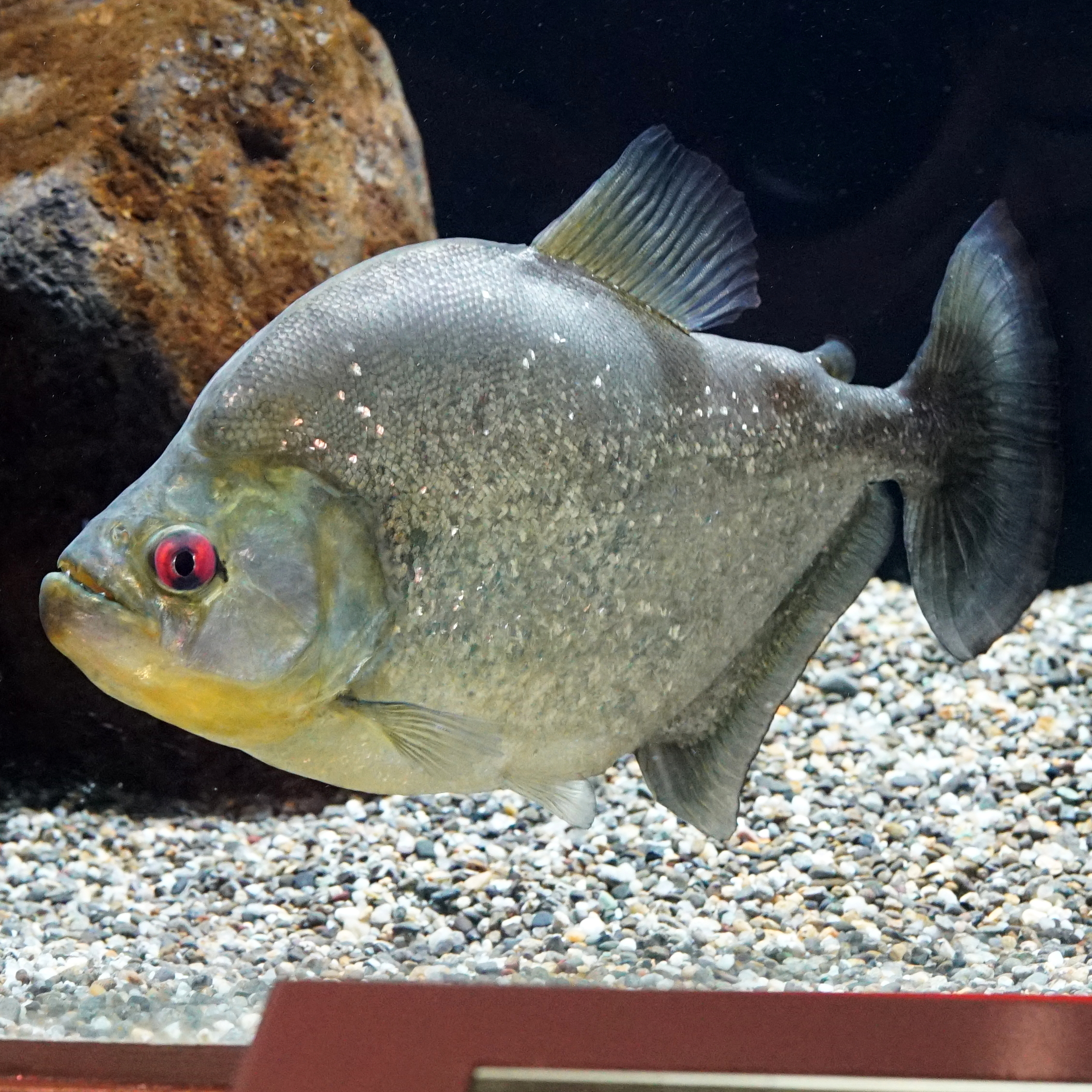
Serrasalmus spilopleura
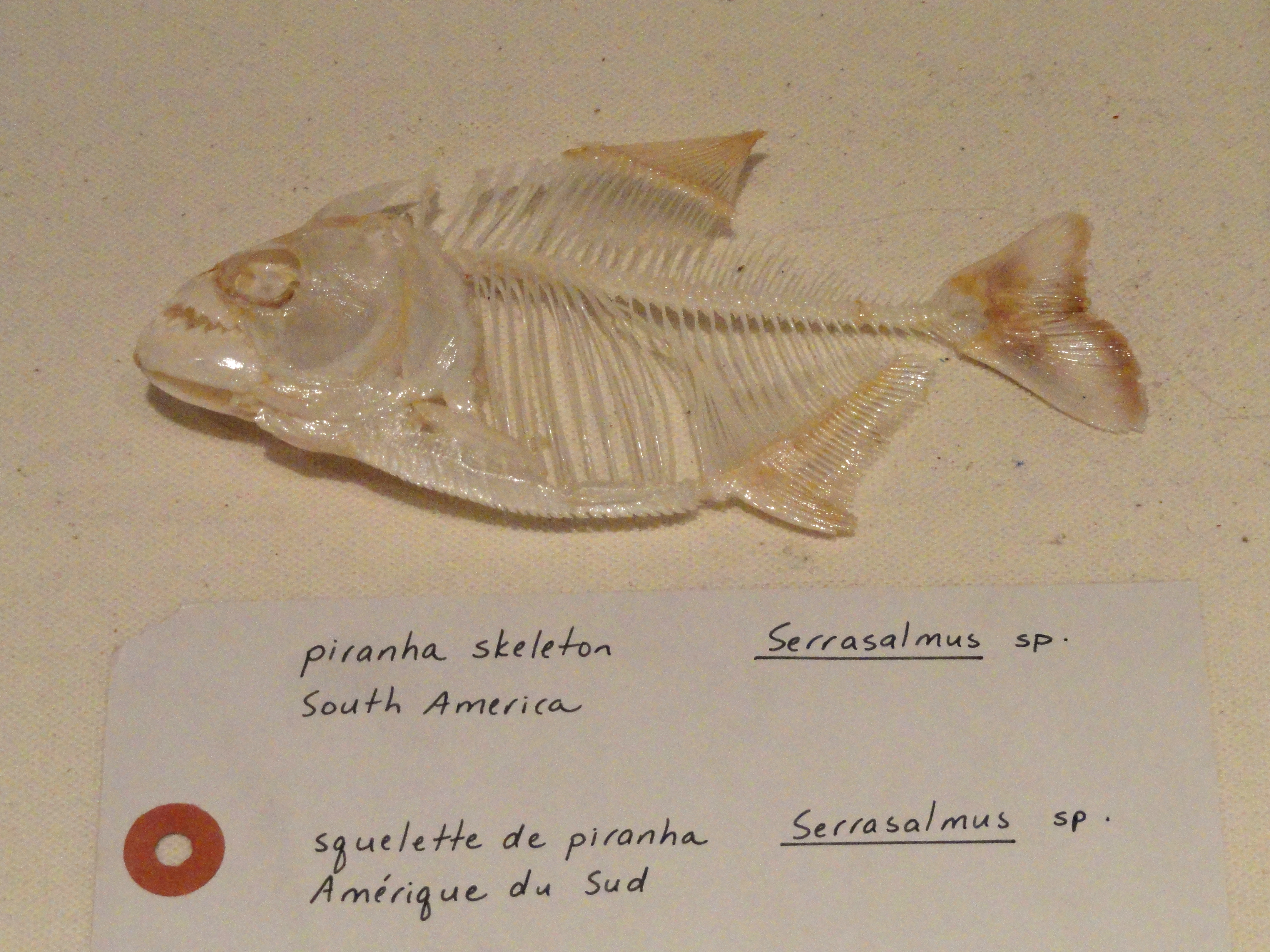
Squelette de Serrasalmus sp.